# Bistrica (Petrovac na Mlavi)
Bistrica (em cirílico:Бистрица) é uma vila da Sérvia localizada no município de Petrovac na Mlavi, pertencente ao distrito de Braničevo, na região de Mlava. A sua população era de 828 habitantes segundo o censo de 2002.

## Demografia
| 1948  | 1953  | 1961  | 1971  | 1981  | 1991  | 2002 |
| ----- | ----- | ----- | ----- | ----- | ----- | ---- |
| 1 211 | 1 255 | 1 224 | 1 131 | 1 071 | 1 013 | 828  |